# Layla (DJ-Robin-und-Schürze-Lied)
Layla ist ein deutscher Partyschlager von DJ Robin und Schürze, der auch der Hauptautor des Stücks ist. Der Sommerhit des Jahres 2022 erreichte Platz 1 der deutschen Singlecharts. Das Lied wurde als sexistisch kritisiert und führte zu kontroversen Diskussionen.

## Entstehung und Veröffentlichung

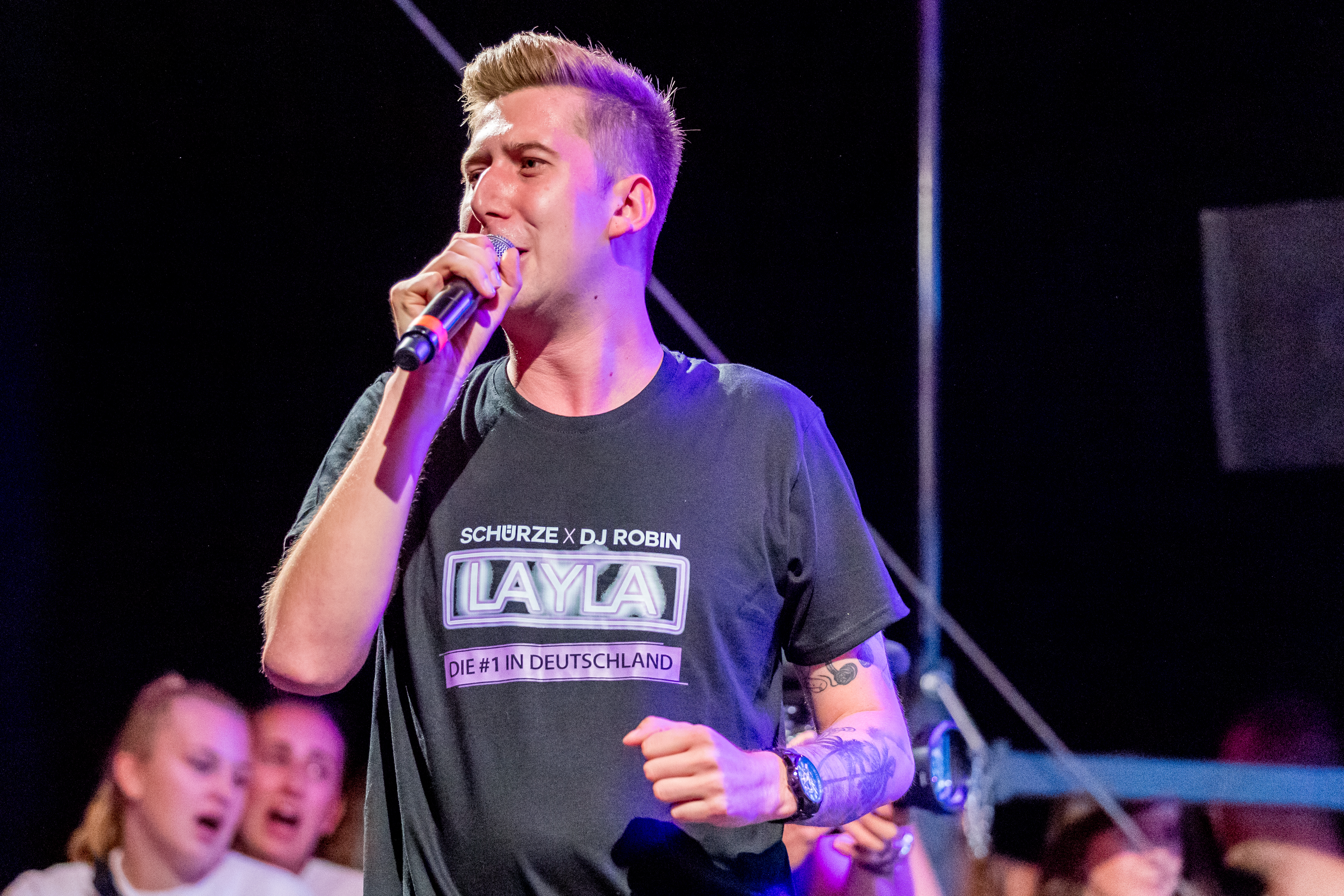
DJ Robin mit „Layla“-T-Shirt (2022)

Das Lied wurde federführend von Michael Müller alias Schürze geschrieben, einem Sänger, der 2013 einen Nachwuchs-Contest auf Mallorca gewonnen hatte. Ursprünglich war der Song für Almklausi geplant, der den Song als Coverversion mit Rick Arena aufnehmen sollte. Letztlich wählte Müller als Duettpartner jedoch Robin Leutner aus, der als DJ Robin im Bierkönig in El Arenal auflegt. Die endgültige Fassung schrieb Müller zusammen mit Leutner sowie den Autoren Dennis Geist und Thomas Wendt. Das Produzenten-Duo Geist und Wendt (auch „Tom & Dexx“) zeichnete darüber hinaus für die Produktion zuständig, gemeinsam mit Matthias Distel (Ikke Hüftgold) und Dominik de Leon.
Der geplante Vertrag mit der Universal Music Group, bei der Almklausi unter Vertrag steht, kam aus unbekannten Gründen nicht zustande. So erschien am 25. März 2022 die erste Version von Layla und das erste Musikvideo bei Summerfield Records, bei dem auch Künstler wie Lorenz Büffel und Isi Glück unter Vertrag stehen und das von Ikke Hüftgold gegründet wurde.

## Musikstil und Text
Layla ist ein Song im typischen Partyschlager-Stil mit eingängiger Melodie und einem einfachen Text, der dazu bestimmt ist, das Publikum zum Mitsingen zu bewegen. Das Tempo ist mit 140 bpm eher schnell. Die Akkordfolge ist g-Moll, Es-Dur, B-Dur und F-Dur (vi–IV–I–V), die wiederholt wird, mit einer leicht absteigenden Melodie innerhalb einer Oktave.
Im Text berichtet das lyrische Ich von der Begegnung mit einem Mann, der ein Bordell („Puff“) besitzt und von seiner „Puffmama“ namens Layla schwärmt, die „schöner, jünger, geiler“ sei. Der Mann stellt sie dem lyrischen Ich vor, das sie ebenfalls schön findet. In der Bridge wird Layla als „Luder“ bezeichnet.

## Musikvideos
Das erste Musikvideo, das veröffentlicht wurde, war ein reines Lyrikvideo. Am 13. Mai 2022 erschien das von Nikolaj Georgiew produzierte offizielle Musikvideo, das DJ Robin und Schürze zeigt, wie sie das besungene Bordell besuchen. Dort wird in Ballermann-Manier getanzt, dann erscheint Layla, die vom Sänger Patrick Schmittinger dargestellt wird, und an einer Stange tanzt. Aufgenommen wurde das Video in Schwäbisch Hall. Die Außenaufnahmen beginnen vor dem Grasbödele auf dem Steinernen Steg, wo DJ Robin und Schürze sitzen. Von dort aus gehen sie in die historische Altstadt auf die Haalstraße, an der sich die Disco „Barfüsser“ befindet. Dort fanden die Innenaufnahmen statt.
Im Juli 2022 erschienen das „Official New Video – German Version“ und ein Clip zum „Le Shuuk Remix“.

## Alternative Versionen und Coverversionen
Es wurden eine englische Version in Zusammenarbeit mit dem DJ R3hab sowie eine niederländische Version veröffentlicht. Angekündigt wurde außerdem eine kinderfreundliche Version mit dem Refrain „Ich hab ’nen Wuff und die Hundemama, die heißt Layla“, die aber nicht erschien. Auf dem Oktoberfest 2022 wurde eine Version mit dem Refrain „In meinem Suff seh ich sie doppelt meine Layla und sie is Sekretärin bei der BayWa“ gespielt.
Im Juli 2022 veröffentlichte die Deutschrock-Band Kremer um den Todsünde-Frontmann Erik Kremer zusammen mit der Punk-Band Grenzenlos ein Rockcover für die Kompilation 15 Jahre AGF Radio und parallel als Single.
Maydn von Mehnersmoos rappt in der im September 2022 erschienenen Kollaboration Oktoberfest mit Tarek K.I.Z: „Spießer sagen: Vergewaltigung / Wir nenn’n es einfach nur Tradition / Zieh’ paar Nasen Koks, singe Layla / Bevor ich in der Pissrinne einschlaf.“
Im Mallorcahit Klempner Klaus von Anstandslos & Durchgeknallt (2022) wird Layla ebenfalls textlich erwähnt.
Matze Knop veröffentlichte mit Laylas Mudda (Jutta) eine Parodie auf Layla.
2023 veröffentlichte Heino eine Coverversion auf seinem Album Lieder meiner Heimat.
Extra3 veröffentlichte eine auf Kardinal Woelki gemünzte Version unter dem Titel "Reiner".

## Rezeption

### Kontroverse um Sexismus
Kurz nach Erreichen der Chartspitze in Deutschland mehrten sich kritische Stimmen, die dem Song Sexismus vorwerfen. So spricht der Musikwissenschaftler Markus Henrik („Dr. Pop“) von einem kalkulierten Sexismus, „toxischer Männlichkeit“ und einem Prolo-Hit. Er vermutet dahinter eine „schräge, unterbewusste Antwort auf die MeToo-Debatten der letzten Jahre“. Dem pflichtete der Musikfachmann Michael Fischer (Hochschule für Musik Freiburg) bei. Auf dem Schlagerportal Schlagerprofis hieß es, das Lied ginge „so weit, dass man davon ausgehen kann, dass auch dieser Song in den einschlägigen Schlager-TV-Shows wohl kaum stattfinden kann, weil viele ihn anstößig finden könnten.“
Ähnlich, jedoch eher positiv, äußerte sich in einem Spiegel-Interview der deutsche Musikproduzent und Summerfield-Group-Mitbegründer Dominik de Leon, dessen Unternehmen den Song produziert hat. Der Song sei politisch unkorrekt gehalten und polarisiere bewusst. „Es verwundert wahrscheinlich nicht nur uns, wie extrem gut diese Nummer nach zwei Jahren Corona, Unterhaltungsverbot und dem Krieg in der Ukraine angekommen ist, in Zeiten, in denen #MeToo noch in allen Köpfen steckt und die Genderdiskussion rauf und runter geführt wird“, so de Leon: „Aber wahrscheinlich ist das genau der Grund, warum die Leute den Song so begeistert feiern.“
DJ Robin und Schürze sehen hingegen keinen Sexismus: Das Musikvideo sei – anders als der Text des Liedes – bewusst mit einer männlichen „Layla“ versehen worden, weil die beiden „gar nicht darauf aus seien, irgendwie Sexismus da reinzubringen“. Dem widerspricht wiederum Fischer, der darin weder Ironie noch Transaspekte erkennt. DJ Robin zog auch Parallelen zu Skandal im Sperrbezirk der Spider Murphy Gang sowie dem Schlager Olé, wir fahr’n in’ Puff nach Barcelona.
Dass das Lied bei einem Landestag der Jungen Union Hessen 2022 von deren Vorsitzendem Sebastian Sommer angestimmt wurde, sorgte für einen kleinen Eklat. Die Landesvorsitzende der Jusos Hessen, Sophie Frühwald, empörte sich auf Twitter über den Umgang mit dem Song. In Würzburg vereinbarte die Stadt Würzburg mit den Betreibern der Festzelte des Kiliani-Volksfestes, auf das Abspielen des Liedes zu verzichten. Die öffentlich-rechtliche Vereinbarung wurde in Medien und von Politikern als „Verbot“ gewertet. Parallelen wurden zum sogenannten Donaulied gezogen, dessen Abspielen seit 2021 auf demselben Würzburger Volksfest und in weiteren Städten als Reaktion auf eine Petition untersagt wurde, die dem Lied Sexismus und eine verharmlosende Darstellung der Vergewaltigung eines Mädchens vorgeworfen hatte. Auf der Rhein-Kirmes in Düsseldorf unterband der St. Sebastian-Schützenverein als Veranstalter das Spielen von Layla, nachdem er von Vertretern der Stadt auf den Text aufmerksam gemacht wurde. Eine rechtliche Grundlage für ein behördliches Verbot sehe man jedoch nicht. Bei der Eröffnung stimmte ein DJ des Festzeltes der St. Sebastianus-Schützen das Lied dennoch an, spielte jedoch eine Instrumentalversion. Ein Video dazu lud er selbst hoch. Ein weiteres wurde später auch von Bild online gestellt. Auch die Wirte des Oktoberfests in München beschlossen, das Lied nicht spielen zu lassen. Matthias Distel, der Mitgründer und Mitgeschäftsführer des produzierenden Labels, schrieb unter seinem Künstlernamen Ikke Hüftgold einen Gastbeitrag für Zeit Online, in dem er den Songtext ebenfalls verteidigte und die Vermutung äußerte, mit der Sexismus-Debatte solle angesichts einer Reihe von in der Vergangenheit trotz eindeutiger Texte nicht so stark kritisierten Liedern ein Exempel statuiert werden. Er unterstellte daher – trotz der Vereinbarungen von Stadtverwaltungen (und nicht von Politikern) mit Festzeltbetreibern – angesichts des angeblichen Verhaltens von nicht näher bezeichneten Politikern eine Beschneidung der Kunst- und Meinungsfreiheit und zog einen Vergleich zu Zensuren in Diktaturen.
Auch Politiker schalteten sich in die Debatte ein: So betonte Bundesjustizminister Marco Buschmann (FDP) auf Twitter, man müsse Schlagertexte nicht mögen, verurteilte aber ein behördliches Verbot, was in dieser Form auch nicht existierte. Künstler wie die feministische Rapperin Sookee befürworteten ein Verbot auf Volksfesten, während Schlagerstars wie Mickie Krause sowie die unter demselben Label wie das der Liedinterpreten veröffentlichende Melanie Müller und dessen Mitgründer und -gesellschafter Matthias Distel (Ikke Hüftgold) den Inhalt solcher Partylieder für überbewertet halten.
Das Heeresmusikkorps Kassel der Bundeswehr intonierte Layla auf dem Olper Schützenfest im Juli 2022. Auf Anfrage erklärte der Vorgesetzte des betreffenden Oberstleutnants, dass er diesen hinsichtlich der Thematik sensibilisiert habe.
In der Sendung ZDF-Fernsehgarten am 31. Juli 2022, die unter dem Motto „Mallorca vs. Oktoberfest“ stand, wurde das Lied entgegen anders lautender Ankündigungen in der Original-Version gespielt.
Der schleswig-holsteinische Ministerpräsident Daniel Günther erklärte noch im Sommer 2022 zu Layla: „Es wäre kein Lied, was ich auf meiner Party spielen würde“. 2023 sang er das Lied auf einer Bühne auf der Kieler Woche im Chor mit Partygästen. SPD-Fraktionschef Thomas Losse-Müller kritisierte, dies sei mit der Würde des Amtes, das Günther bekleidet, unvereinbar.

### Marketing
Als Layla im Frühjahr 2022 zum Charthit avancierte, entwickelte ein Hövelhofer Unternehmen alkoholische Getränke, die mit dem Song beworben wurden. So wurde etwa ein Perlwein (Layla Puffbrause) und ein Pflaumenlikör (Layla Der Schuss) hergestellt und vertrieben. Die Getränke wurden auch von Seiten der Produzenten und der Summerfield Group beworben, beispielsweise wurde zur Feier des Charterfolgs medienwirksam mit dem Layla-Sekt Puffbrause angestoßen.

### Chartplatzierungen
Nachdem das Lied zunächst unter dem Radar gelaufen war, erreichte es am 20. Mai 2022 erstmals die deutschen Singlecharts auf Platz 72. Es stieg in der zweiten Woche auf Rang 27 und erreichte in der dritten Woche mit Position sieben die Top 10 der Charts. Anschließend stieg Layla auf Platz drei, bevor der Song am 24. Juni 2022 erstmals die Chartspitze erreichte. Diese Position verteidigte der Titel auch in den acht darauffolgenden Wochen. GfK Entertainment ernannte den Song am 28. Juli 2022 zum offiziellen Sommerhit des Jahres 2022. In den deutschen Single-Jahrescharts 2022 belegte das Lied Platz eins.
Ähnlich erfolgreich ist das Lied auch in den Ö3 Austria Top 40, wo es am 14. Juni 2022 zunächst auf Rang 30 einstieg und ab 5. Juli 2022 für acht Wochen Platz eins erreichte. In der Schweizer Hitparade debütierte der Track am 19. Juni 2022 und erreichte die Spitzenposition am 24. Juli 2022, an der er sich vier Wochen platzieren konnte. Insgesamt konnte er sich acht Wochen in den Top 10 sowie 23 Wochen in der Hitparade platzieren.
| ChartsChartplatzierungen | Höchstplatzierung | Wochen |
| ------------------------ | ----------------- | ------ |
| Deutschland (GfK)        | 1 (64 Wo.)        | 64     |
| Österreich (Ö3)          | 1 (36 Wo.)        | 36     |
| Schweiz (IFPI)           | 1 (24 Wo.)        | 24     |

| ChartsJahrescharts (2022) | Platzierung |
| ------------------------- | ----------- |
| Deutschland (GfK)         | 1           |
| Österreich (Ö3)           | 16          |
| Schweiz (IFPI)            | 30          |

| ChartsJahrescharts (2023) | Platzierung |
| ------------------------- | ----------- |
| Deutschland (GfK)         | 58          |

Spotify
Der Erfolg im deutschsprachigen Raum brachte den Titel in die globalen Spotify-Charts. Am 18. Juni 2022 debütierte Layla auf Platz 190 der täglich 200 meistgestreamten Songs der Welt. Am 16. Juli 2022 erreichte die Single ihre beste Platzierung, mit fast zwei Millionen Streams belegte sie Platz 35. Laut Mitgründer und -geschäftsführer des produzierenden Labels Summerfield Records Ikke Hüftgold wurde das Lied nach der Sexismus-Debatte doppelt so häufig wie zuvor gestreamt.

### Auszeichnungen für Musikverkäufe
Ende 2022 wurde das Lied in Deutschland mit einer dreifachen Goldenen Schallplatte für 600.000 verkaufte Einheiten ausgezeichnet, zuvor erreichte Layla bereits im August 2022 Platin- und im Juli 2022 Goldstatus. Damit zählt Layla zu einem der meistverkauften Schlager im 21. Jahrhundert in Deutschland.
| Land/Region        | Auszeichnungen für Musikverkäufe (Land/Region, Auszeichnung, Verkäufe) | Verkäufe |
| ------------------ | ---------------------------------------------------------------------- | -------- |
| Deutschland (BVMI) | 3× Gold                                                                | 600.000  |
| Österreich (IFPI)  | Platin                                                                 | 30.000   |
| Schweiz (IFPI)     | Platin                                                                 | 20.000   |
| Insgesamt          | 1× Gold · 3× Platin ·                                                  | 650.000  |